# Абу Саид Усман II
Абу Саид Усман II ибн Юсуф аль-Марини, или Абу Саид Усман II (1276 - 1331) — десятый маринидский султан Марокко, младший сын (или внук) Абу Якуба Юсуфа. Занял престол в 19 лет

## Биография
Считается, что Абу Усман был сыном Абу Якуба Юсуфа аль-Насра и его жены Айшы, которая была дочерью арабского племенного лидера Абу Махалля ибн Яхья аль-Халти. 
Абу Саид Усман унаследовал престол Марокко после бурного периода, в течение которого Мариниды пережили опасное восстание в Сеуте, длительный конфликт с Тлемсеном и атаку Фердинанда IV Кастильского, который в 1309-1310 годах захватил Гибралтар и осадил принадлежавший Маринидам Альхесирас.
Благочестивый и предпочитающий мир Абу Саид Усман воздерживался от крупных военных операций. В 1313 году, рассчитывая устранить поводы для войны на Иберийском полуострове, он возвратил Альхесирас и Ронду правителю Насридов Насру Гранадскому.
В 1315 году Абу Саид Усман столкнулся с восстанием своего сына и наследника Абу Али, который укрепился в Фесе. Вначале, не желая конфронтации, султан вступил в переговоры, будучи готовым передать престол сыну, а себе оставить пост губернатора Тазы. Но узнав, что Абу Али заболел и отошёл от командования, Абу Саид Усман поспешил осадить Фес и добился капитуляции сына. Абу Али был исключён из наследования в пользу другого сына, Абу-л-Хасана Али. Тем не менее, Абу Саид Усман предоставил Абу Али удел в Сиджильмасе на юге Марокко, где он правил фактически независимо в течение следующих двух десятилетий. В 1316 году Яхья ибн Афзи, губернатор Сеуты, восстал против султана и удерживал город под своим контролем в течение почти десяти лет.
В 1319 году, столкнувшись с новым вызовом из Кастилии, правитель Насридов Исмаил I обратился к султану Маринидов за помощью, но Абу Саид Усман поставил такие обременительные условия, что гранадцы решили отказаться от альянса.
В 1320 году Абу Али вновь восстал против отца. Со своей базы в Сиджильмасе Абу Али захватил контроль над большей частью южного Марокко (включая Марракеш), угрожая разделить владения Маринидов на две части. В 1322 году Абу Саид Усман выступил против юга и разбил Абу Али при Ум-эр-Ребиа. После этого он снова примирился с сыном и позволил ему сохранить Сиджильмасу.
Абу Саид Усман построил три крупных медресе в Фесе: Фес-эль-Джедид (1320), Эс-Сахридж (1321) и Аль-Аттарин (1323).
В 1329 году, с началом вторжения эмира Абдальвадидов Абу Ташуфина из Тлемсена, правитель Хафсидов Абу Бакр обратился к султану Абу Саиду Усману за помощью, предложив свою дочь Фатиму в невесты наследнику Маринидов Абу-л-Хасану. Удовлетворённый условиями, Абу Саид Усман организовал рейд против Тлемсена с запада, а также отправил флот Маринидов для поддержки усилий Хафсидов на востоке.
В августе 1331 года, организовывая приём хафсидской принцессы, Абу Саид Усман заболел и умер в окрестностях Тазы. Его сменил сын и наследник Абу-л-Хасан, хотя другой его сын, Абу Али, сохранил своё квази-независимое правление на юге.